# 서울수락초등학교
서울수락초등학교는 대한민국 서울특별시 노원구 상계동에 있는 공립 초등학교이다.

## 학교 연혁
- 1983년 4월 6일 서울수락국민학교 개교
- 1996년 2월 29일 학교개축공사 기공식
- 1996년 3월 1일 현재 교명으로 변경
- 1997년 11월 20일 학교개축공사 준공
- 2000년 3월 17일 병설유치원 개원
- 2004년 3월 1일 46학급(특수 2) 편성
- 2013년 2월 26일 Wee클래스 개설
- 2014년 3월 1일 제11대 이해춘 교장 취임
- 2016년 11월 29일 체육관 "꿈빛마루" 개관식
- 2018년 2월 9일 제35회 졸업식(115명)
- 2018년 3월 1일 32학급 편성(특수 2 포함)
- 2018년 3월 1일 제12대 박재희 교장 취임
- 2023년 4월 6일 개교 40주년

## 학교 상징
- 우리 학교 꽃 - 진달래 : 수락산 자락의 봄을 붉게 물들이는 들꽃처럼 우리나라 어느 곳에서도 피고 자라는 진달래는 매우 강하고 아름다워 수락 어린이들도 곱고 희망차게 자라나라는 뜻을 상징함.
- 우리 학교 나무 - 은행나무 : 은행나무 단풍이 곱고 아름다워 깨끗한 마음을 지니고 줄기, 잎, 열매는 사람들에게 유익하게 쓰이니 수락어린이가 본받을 특징임.

## 참고 자료
- 서울수락초등학교 - 한국교육학술정보원 학교알리미